# Mistrzostwa Polski w Boksie 2005
76. Mistrzostwa Polski w Boksie (mężczyzn) odbyły się w dniach 8–11 września 2005 w Płońsku.

## Medaliści
| Kategoria:                       | Złoto:                               | Srebro:                              | Brąz:                                                                      |
| waga papierowa (do 48 kg)        | Łukasz Maszczyk (Gwardia Warszawa)   | Krzysztof Adamczyk (Gwardia Wrocław) | Janusz Jaśkiewicz (PKB Poznań) Krzysztof Ubowski (AKS Strzegom)            |
| waga musza (do 51 kg)            | Andrzej Rżany (Gwardia Wrocław)      | Patryk Cichocki (RMKS Rybnik)        | Adrian Frąckiewicz (PKB Poznań) Dawid Kłusek (Roleski Tarnów)              |
| waga kogucia (do 54 kg)          | Krzysztof Rogowski (PKB Poznań)      | Michał Chudecki (PKB Poznań)         | Dawid Biesiadziński (Start Włocławek) Dariusz Krzeszewski (Gwardia Kielce) |
| waga piórkowa (do 57 kg)         | Andrzej Liczik (Hetman Białystok)    | Mariusz Jaszowski (AKS Strzegom)     | Kamil Gorząd (Pomorzanin Toruń) Marcin Stankiewicz (Sztorm Szczecin)       |
| waga lekka (do 60 kg)            | Krzysztof Szot (PKB Poznań)          | Marcin Łęgowski (Hetman Białystok)   | Robert Ciulkin (niestowarzyszony) Mariusz Zakrzewski (Gwarek Łęczna)       |
| waga lekkopółśrednia (do 64 kg)  | Michał Starbała (Gwardia Warszawa)   | Piotr Olejniczak (PKB Poznań)        | Mariusz Koperski (PKB Poznań) Piotr Sielawa (Hetman Białystok)             |
| waga półśrednia (do 69 kg)       | Sławomir Malinowski (Wisła Tczew)    | Krzysztof Chudecki (PKB Poznań)      | Damian Jonak (Walka Zabrze) Łukasz Wawrzyczek (PKB Poznań)                 |
| waga średnia (do 75 kg)          | Artur Zwarycz (Gwardia Wrocław)      | Mirosław Nowosada (Hetman Białystok) | Krzysztof Sadłoń (AKS Strzegom) Sławomir Stolarski (Boxing Kraków)         |
| waga półciężka (do 81 kg)        | Paweł Głażewski (Hetman Białystok)   | Sebastian Rzadkiewicz (PKB Poznań)   | Mateusz Masternak (Gwardia Wrocław) Mariusz Welc (Walka Zabrze)            |
| waga ciężka (do 91 kg)           | Krzysztof Zimnoch (Hetman Białystok) | Tomasz Hutkowski (Gwardia Warszawa)  | Paweł Kwietniewski (Gwardia Wrocław) Marcin Madaj (Start Włocławek)        |
| waga superciężka (powyżej 91 kg) | Grzegorz Kiełsa (Hetman Białystok)   | Marcin Pryczek (Tygrys Elbląg)       | Michał Kwietniewski (Gwardia Wrocław) Michał Towarnicki (Sztorm Szczecin)  |